# Albertina Berkenbrock
Albertina Berkenbrock (Imaruí, 11 de abril de 1919 – 15 de junho de 1931), carinhosamente chamada pelo povo da Diocese de Tubarão como "a nossa Albertina" e "Maria Goretti brasileira", foi uma menina do interior do estado de Santa Catarina assassinada aos doze anos ao resistir a um assédio. Foi beatificada no dia 20 outubro de 2007 pela Igreja Católica.
A ela são atribuídos vários milagres após sua morte violenta, considerada pelos católicos um martírio. Seu testemunho de santidade e pedidos de graças motivam peregrinações até seu túmulo, localizado no município de Imaruí.

## Biografia
Albertina nasceu na comunidade de São Luís, município de Imaruí, estado de Santa Catarina. Era filha do casal de agricultores de origem alemã Henrique e Josefina Berkenbrock, e teve mais oito irmãos. A família Berkenbrock rastreia as suas origens ao dorf de Schoppingen, arrabalde de Münster. Foi batizada no dia 25 de maio de 1919, crismou-se a 9 de março de 1925 e fez a primeira comunhão no dia 16 de agosto de 1928.
Teve vida simples e humilde no meio rural do seu município natal. Seus pais e familiares souberam educar a menina na fé, transmitiram-lhe muito cedo as principais verdades da Igreja. Ela aprendeu logo as orações, era perseverante em fazê-las e muito recolhida ao rezar. Sempre que um padre aparecia em São Luís, lá ia ela participar da vida religiosa da comunidade.
Confessava-se com frequência, ia regularmente à missa, comungava com fervor, e preparou-se com muita diligência para a primeira comunhão. Falava muitas vezes da Eucaristia e dizia que o dia de sua primeira comunhão fora o mais belo de sua vida.
Albertina foi também muito devota de Nossa Senhora; venerava-a com carinho, tanto na capela da comunidade como em casa. Junto com os familiares recitava o terço e recomendava a Maria sua alma e sua salvação eterna. Tinha especial devoção a São Luís Gonzaga, titular da capela e modelo de pureza.
A formação cristã instilou em Albertina a inclinação à bondade, às práticas religiosas e à vivência das virtudes cristãs, na medida em que uma menina de sua idade as entendia e podia vivê-las. Nada de estranho se seus divertimentos refletiam seu apego à vida religiosa. Gostava de fazer cruzinhas de madeira, colocava-as em pequenos sepulcros, adornava-os com flores.
Foi no ambiente simples, belo e cristão de sua família que Albertina cresceu. Ajudava os pais nos trabalhos da roça e em casa. Foi dócil, obediente, incansável, sacrificada, paciente, mesmo quando os irmãos a mortificavam, e até lhe batiam. Ela suportava tudo em silêncio, unindo-se aos sofrimentos de Jesus, que amava sinceramente.
Também fora de casa Albertina se apresentava como modelo para os colegas e motivo de admiração para os adultos. Gozava de grande estima na escolinha local, particularmente por parte de seu professor, que a elogiava por suas condições espirituais e morais superiores às da sua idade que a distinguiam entre as colegas de escola. Ela se aplicou ao estudo, aprendeu bem o catecismo, conheceu os mandamentos de Deus e seu significado. Jamais faltou à modéstia. Se pensarmos na maneira como sacrificou sua vida, conforme declarou seu professor, ela tinha compreendido o sentido do sexto mandamento no que tange à pureza e à castidade. Foi menina boa, estimada por colegas e por adultos.
Às vezes, porém, alguns meninos punham à prova sua mansidão, modéstia, timidez e repugnância por certas faltas. Albertina então se calava. Nunca se revoltou, menos ainda, nunca se vingou, mesmo quando lhe batiam. Era pessoa cândida, simples, sem fingimentos, vestia-se com simplicidade e modéstia.
Sua caridade era grande. Gostava de acompanhar as meninas mais pobres, de jogar com elas e com elas dividir o pão que trazia de casa para comer no intervalo das aulas. Teve especial caridade com os filhos do seu assassino, Indalício Cipriano Martins (conhecido também como Manuel Martins da Silva ou Maneco Palhoça) que trabalhava na casa do pai. Muitas vezes Albertina deu de comer a ele e aos filhos pequenos, com os quais se entretinha alegremente, acariciando-os e carregando-os ao colo. Isto é tanto mais digno de nota quanto Maneco era negro, sabendo-se que nas regiões de colonização europeia uma dose de racismo sempre esteve presente.
Todas essas atitudes cristãs mostram que Albertina, apesar de sua pouca idade, era pessoa impregnada de Evangelho. Não é de estranhar, portanto, se teve forças para comportar-se com fortaleza cristã no momento de sua morte a fim de defender sua pureza e virgindade.

### Assassinato
No dia 15 de Junho de 1931, Albertina estava à procura de um boi fugitivo. De repente viu ao longe alguns chifres e correu naquela direção. Mas eram outros bois, que estavam amarrados. Como surpresa, porém, encontrou perto deles um empregado de seu pai,  Maneco, carregando feijão na carroça. À pergunta de Albertina pelo boi desaparecido, o homem lhe deu uma pista falsa para encaminhá-la ao lugar onde poderia satisfazer seus desejos sem chamar atenção.
Maneco, que já tinha violentado outra menina, teria dito: "Hoje tenho que matar alguém!" E, caso a garota não aceitasse, planejado usar o canivete para forçá-la.
Albertina, conforme a história local, teria seguido a indicação de Maneco, se embrenhado pela mata, e percebido alguns ruídos que ela pensava ser provocados pelo boi. Eis, porém, que, deu de cara com Maneco. Ficou petrificada, sozinha, no mato, com aquele homem na frente.
Maneco lhe teria proposto seus intentos, mas Albertina, decidida, não aceitou, sabendo que o que o empregado lhe propunha era errado aos olhos de Deus. Então, Maneco teria tentado se apossar de Albertina à força, mas ela não se deixou subjugar. Segundo os relatos, ela teria lutado contra o seu assassino, quase o derrubando. Mas em algum momento ele a derrubou e a segurou, mesmo com todas as tentativas de resistência por parte da menina, que teria agarrado seu vestido e se coberto o mais que pôde.
Então Maneco, derrotado moralmente pela menina, a assassinou por vingança, agarrando-a pelos cabelos, afundando o canivete no pescoço e a matando por degola, porém sem violá-la.
O assassino despistou o crime, dizendo que encontrou o corpo de Albertina e colocando a culpa de tudo em João Candinho: "Foi esse homem que matou Albertina!" O rapaz foi preso, protestou, jurou inocência aos prantos, mas foi tudo inútil. Os colonos, que testemunharam tudo, começaram a duvidar: "Acaso não seria Maneco o assassino?"
Como contam testemunhas, Maneco aparecia toda hora por perto da sala onde se velava o corpo de Albertina, e, sempre que se aproximava, a ferida do pescoço de Albertina vertia sangue. Pensava o povo: "Não seria um sinal?"
Enquanto o povo cismava, Maneco tramava sua fuga.
Dois dias depois chegou o prefeito de Imaruí, que acalmou a população e mandou soltar João Candinho. Foi à capela, tomou um crucifixo e, acompanhado por Candinho e outras pessoas, foi à casa do pai de Albertina e o colocou sobre o peito da menina morta. Mandou também que João Candinho colocasse as mãos sobre o crucifixo e jurasse que era inocente, e ao fazer isto, segundo os presentes, a ferida parou de sangrar.
Entretanto, Maneco acabara de fugir. Preso em Aratingaúba, confessou esse e outros crimes: confessou um cometido em Palmas, onde matara um sargento, e também o assassinato de um homem em São Ludgero. E também teria revelado que matou Albertina porque ela recusara ceder à sua intenção de manter relações sexuais com ela.
Maneco Palhoça foi levado para Laguna. Correu o processo, e ele foi condenado. Levado para a penitenciária, se comportou bem enquanto esteve na prisão e depois de alguns anos faleceu.
Mas, apesar de sua morte terrível, Albertina continuou sendo exemplo para toda a região, sendo cultuada até hoje como sinônimo de generosidade, modéstia, auto-sacrifício, obediência a Deus e pureza.

## Beatificação
A 44ª Assembleia da CNBB, realizada em maio de 2006, formulou o seguinte pedido de beatificação:
"A Assembleia, em reunião reservada, acolheu favoravelmente a proposta de D. Jacinto Bergmann, Bispo de Tubarão, para que fosse apresentado ao Papa o pedido de beatificação de vários Servos de Deus do Brasil, cujo processo já está em fase adiantada na Congregação das Causas dos Santos. São eles: Lindalva Justo de Oliveira, Albertina Berkenbrock, Manuel Gómez González e Adílio Da Ronch (mártires), Francisca de Paula de Jesus (Nhá Chica) e Dulce Lopes Pontes. Os bispos assinaram o pedido a ser encaminhado ao papa Bento XVI (2ª sessão reservada)".
A serva de Deus, Albertina Berkenbrock, com o decreto de beatificação, assinado pelo Papa Bento XVI, no dia 16 de dezembro de 2006, foi beatificada em 20 de outubro de 2007.